# Oberkerschen
Oberkerschen (lux.: Uewerkäerjeng, frz.: Hautcharage) ist eine Ortschaft in der luxemburgischen Gemeinde Käerjeng. 

## Geographie
Oberkerschen liegt im Südwesten Luxemburgs. Die Nachbarorte sind im Uhrzeigersinn: Küntzig, Fingig, Hivingen, Schouweiler, Niederkerschen und Linger. Der Bach "Mierbaach" fließt durch den Ort.

## Sehenswürdigkeiten
- Kirche St. Dionysius, erbaut im Jahre 1744 und geweiht am 15. August 1761 durch den Trierer Weihbischof Johann Nikolaus von Hontheim. Das Kirchenmobiliar stammt aus dem Barock.[2]
- Der alte "Wäschbur".
- Das "Péiteschhaus" (10, rue Jean-Pierre Origer) im sogenannten Maria-Theresia-Stil, Geburtshaus von Michel Gloesener.
- Die Naturschutzgebiete "Griechten" und "Boufferdanger Muer".

## Sport
Der frühere Fußballverein FC Jeunesse Hautcharage konnte in der Saison 1970/71 den Luxemburger Fußballpokal gewinnen. Der Verein aus der drittklassigen 1. Division setzte sich im Pokalfinale gegen Jeunesse Esch mit 4:1 nach Verlängerung durch. Im Europapokal der Pokalsieger traf der Verein in der ersten Runde auf den Titelverteidiger FC Chelsea. FC Jeunesse Hautcharage unterlag in beiden Begegnungen mit einer Tordifferenz von insgesamt 0-21, was bis heute der höchsten Niederlage im europäischen Klubfußball in einer Runde entspricht.
Der aktuelle Fußballverein UN Käerjéng 97 ist 1997 aus der Fusion der früheren Vereine FC Jeunesse Hautcharage und US Bascharage hervorgegangen. Die Heimspiele wurden zunächst im mittlerweile abgerissenen Stadion des FC Jeunesse Hautcharage ausgetragen, bis 2011 ein neues Stadion im Nachbarort Niederkerschen eröffnet wurde.

## Persönlichkeiten
- Michel Gloesener (1792-1876), Physiker und Universitätsprofessor an der Universität Lüttich;
- Henri Kellen (1927-1950), Radrennfahrer und Olympiateilnehmer;
- Michel Wolter (1962), Bürgermeister der Gemeinde Käerjeng und Abgeordneter, früherer Innenminister Luxemburgs.